# British Aerospace
British Aerospace («Бри́тиш аэроспе́йс» BAe) — британская оборонная и аэрокосмическая компания, основанная в Фарнборо (Хэмпшир, Англия). В 1999 году приобретена[кем?] компания Marconi Electronic Systems, дочернее предприятие  General Electric Company plc по военным электронным системам и морскому судостроению, для формирования BAE Systems.

## История
British Aerospace была создана в 29 апреля 1977 года в результате слияния British Aircraft Corporation, Hawker Siddeley Aviation, Hawker Siddeley Dynamics и Scottish Aviation. Первоначально, Великобритания была единственным владельцем этой группы компаний, но в несколько этапов, к 1985 году, BAe была полностью приватизирована. К концу 1990-х годов, BAe продал несколько убыточных дочерних компаний, и приобрёл несколько конкурирующих компаний, в частности, на американском рынке. Одновременно, ходили слухи о слиянии с немецкой DaimlerChrysler Aerospace (DACA), чего не произошло. В 1997 году у BAe сорвалась сделка по слиянию с аэрокосмической корпорацией McDonnell Douglas, из-за её слияния с компанией Boeing.

## Слияние
30 ноября 1999 года BAe окончательно объединилась Marconi Electronic Systems, образовав самую крупную в Европе и третью в мире оружейную компанию — BAE Systems.

## Продукты (выборочно)
- Авианосцы типа «Инвинсибл»
- Harrier GR7/FA2
- Panavia Tornado
- BAe 146/Avro RJ100
- Sea Skua
- M777